# Сан-Джорджо-Скарампі
Сан-Джорджо-Скарампі (італ. San Giorgio Scarampi, п'єм. San Giòrs) — муніципалітет в Італії, у регіоні П'ємонт,  провінція Асті.
Сан-Джорджо-Скарампі розташований на відстані близько 460 км на північний захід від Рима, 70 км на південний схід від Турина, 32 км на південь від Асті.
Населення — 125 осіб (2014).
Щорічний фестиваль відбувається  24 серпня. Покровитель — святий Варфоломій apostolo.

## Демографія
Населення за роками:

Станом на 1 січня 2023 року в муніципалітеті офіційно проживало 10 іноземців з 7 країн, серед них 5 громадян країн Євросоюзу.

## Сусідні муніципалітети
- Ольмо-Джентіле
- Перлетто
- Роккаверано
- Везіме